# Willis C. Hawley

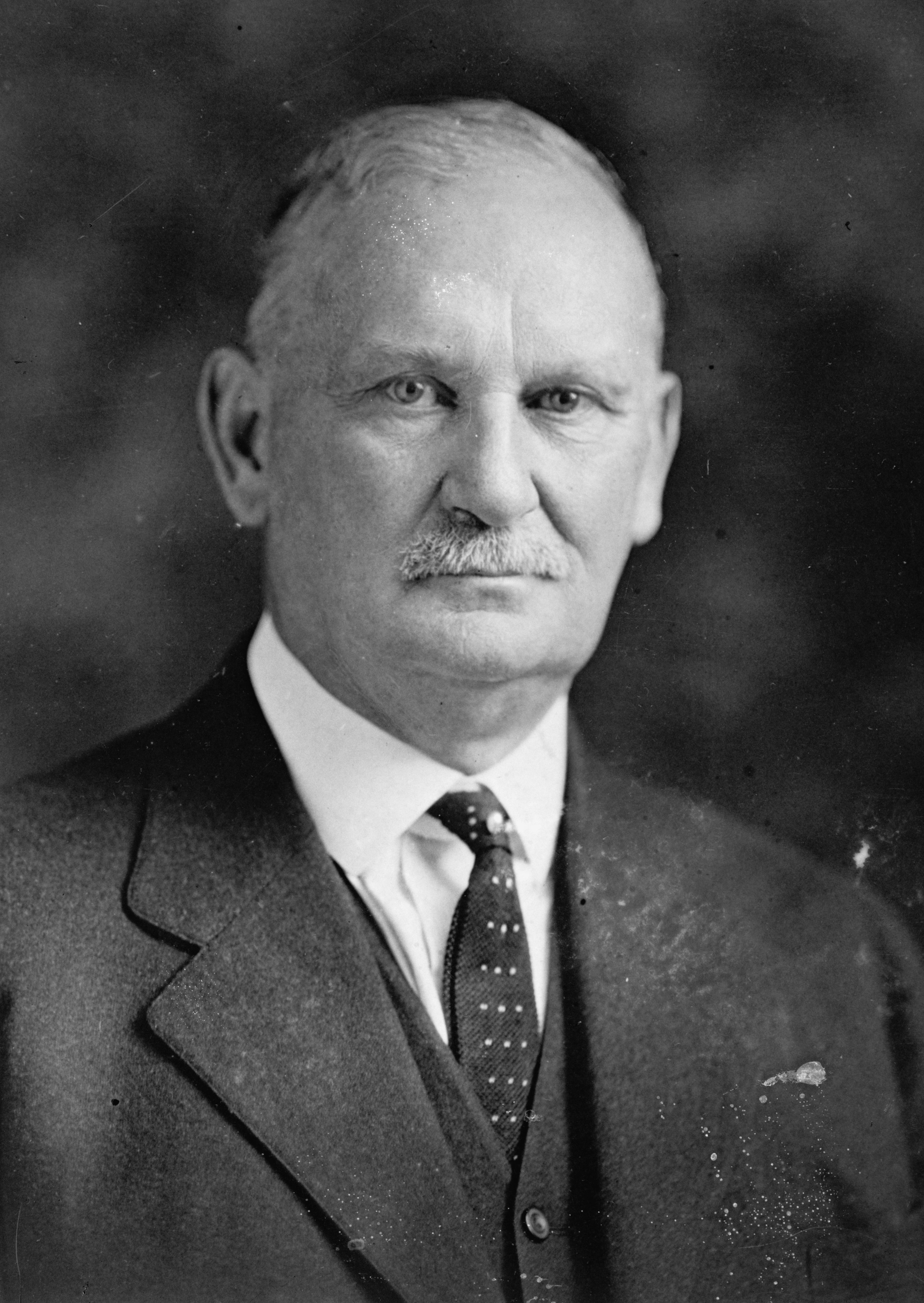
Willis C. Hawley

Willis Chatman Hawley (* 5. Mai 1864 in Monroe, Benton County, Oregon; † 24. Juli 1941 in Salem, Oregon) war ein US-amerikanischer Politiker. Zwischen 1907 und 1933 vertrat er den ersten Wahlbezirk des Bundesstaates Oregon im US-Repräsentantenhaus.

## Frühe Jahre und Aufstieg
Willis Hawley besuchte die öffentlichen Schulen seiner Heimat und danach bis 1888 die Willamette University, an der er unter anderem Jura studierte. In den folgenden Jahren durchlief er eine Laufbahn im Schuldienst. Bereits von 1884 bis 1886, also noch vor dem Ende seiner Studienzeit, hatte er als Lehrer gearbeitet. Zwischen 1888 und 1891 war er Leiter der Oregon State Normal School in Drain und von 1893 bis 1902 war er Präsident der Willamette University. An dieser Universität unterrichtete er 16 Jahre lang die Fächer Geschichte und Wirtschaft. Im Jahr 1893 wurde er auch als Rechtsanwalt zugelassen. Außerdem war er an mehreren geschäftlichen Unternehmen beteiligt.

## Politische Laufbahn
Willis Hawley schloss sich der Republikanischen Partei an. Er war Mitglied der Kommission, die sich für den Schutz der Wälder einsetzte (National Forest Reservation Commission), und gehörte einer anderen Kommission an, die sich um die Vergabe von Krediten in ländlichen Gegenden kümmerte (Committee on Rural Credits). Hawley war auch im Organisationskomitee, das die Feiern zum 200. Geburtstag von George Washington vorbereitete. Bei den Kongresswahlen des Jahres 1906 wurde er in das US-Repräsentantenhaus gewählt, wo er am 4. März 1907 Binger Hermann ablöste. Nachdem er in den folgenden Jahren jeweils bestätigt wurde, konnte er bis zum 3. März 1933 insgesamt 13 Legislaturperioden im Kongress absolvieren. Zeitweise war er Vorsitzender des Committee on Ways and Means. Im Jahr 1930 verfasste er gemeinsam mit Senator Reed Smoot aus Utah den Smoot-Hawley Tariff Act, ein Gesetz, durch das die Einfuhrzölle auf einen historischen Höchststand angehoben wurden.
Im Jahr 1932 verfehlte Hawley die erneute Nominierung seiner Partei. Daraufhin zog er sich nach Salem zurück, wo er die letzten Lebensjahre als Rechtsanwalt arbeitete.